# Temporada 1956-57 de los St. Louis Hawks
La temporada 1956-57 fue la octava de los Hawks en la NBA. La temporada regular acabó con 34 victorias y 38 derrotas, ocupando el primer puesto de la División Oeste, empatados con los Minneapolis Lakers y los Fort Wayne Pistons, con los que jugaron sendos partidos de desempate para determinar la clasificación. Se clasificaron para los playoffs, cayendo en las finales ante Boston Celtics.

## Elecciones en elDraft
| Ronda | Puesto | Jugador       | Posición  | Nacionalidad   | Universidad   |
| ----- | ------ | ------------- | --------- | -------------- | ------------- |
| 1     | 2      | Bill Russell  | Pívot     | Estados Unidos | San Francisco |
| 2     | 9      | Willie Naulls | Ala-Pívot | Estados Unidos | UCLA          |
| 5     | 33     | Willie Naulls | Alero     | Estados Unidos | Missouri      |

## Temporada regular
| División Oeste       | División Oeste | División Oeste | División Oeste | División Oeste | División Oeste | División Oeste | División Oeste | División Oeste |
| Equipo               | G              | P              | %              | PD             | Casa           | Fuera          | Neutral        | Div            |
| -------------------- | -------------- | -------------- | -------------- | -------------- | -------------- | -------------- | -------------- | -------------- |
| x-St. Louis Hawks    | 34             | 38             | .472           | -              | 17-9           | 10-20          | 7-9            | 22-14          |
| x-Minneapolis Lakers | 34             | 38             | .472           | -              | 15-9           | 5-22           | 14-7           | 18-18          |
| x-Fort Wayne Pistons | 34             | 38             | .472           | -              | 23-5           | 5-23           | 6-10           | 17-19          |
| Rochester Royals     | 31             | 41             | .431           | 3              | 19-10          | 7-17           | 5-14           | 15-21          |

## Playoffs

### Finales de División
St. Louis Hawks - Minneapolis Lakers
| Fecha       | Partido                                            | Ciudad      |
| ----------- | -------------------------------------------------- | ----------- |
| 21 de marzo | St. Louis Hawks 118, Minneapolis Lakers 109        | St. Louis   |
| 24 de marzo | St. Louis Hawks 106, Minneapolis Lakers 104        | St. Louis   |
| 25 de marzo | Minneapolis Lakers 135, St. Louis Hawks 143 (2 OT) | Minneapolis |
|             | St. Louis gana las series 3-0                      |             |

### Finales de la NBA
Boston Celtics - St. Louis Hawks
| Fecha       | Partido                                        | Ciudad    |
| ----------- | ---------------------------------------------- | --------- |
| 30 de marzo | Boston Celtics 123, St. Louis Hawks 135 (2 OT) | Boston    |
| 31 de marzo | Boston Celtics 119, St. Louis Hawks 99         | Boston    |
| 6 de abril  | St. Louis Hawks 100, Boston Celtics 98         | St. Louis |
| 7 de abril  | St. Louis Hawks 118, Boston Celtics 123        | St. Louis |
| 9 de abril  | Boston Celtics 124, St. Louis Hawks 109        | Boston    |
| 11 de abril | St. Louis Hawks 96, Boston Celtics 94          | St. Louis |
| 12 de abril | Boston Celtics 125, St. Louis Hawks 123 (2 OT) | Boston    |
|             | Boston gana las finales 4-3                    |           |

## Estadísticas
| Rk | Jugador       | Edad | P  | PT | MP   | TC  | TCI  | %TC  | 3P | 3PI | %3P | TL  | TLI | %TL  | RO | RD | RT   | AS  | RB | TAP | BP | FP  | PTS  |
| 1  | Bob Pettit    | 24   | 71 |    | 35.1 | 8.6 | 20.8 | .415 |    |     |     | 7.5 | 9.6 | .773 |    |    | 14.6 | 1.9 |    |     |    | 2.5 | 24.7 |
| 2  | Ed Macauley   | 28   | 72 |    | 35.9 | 5.8 | 13.7 | .419 |    |     |     | 5.0 | 6.7 | .749 |    |    | 6.1  | 2.8 |    |     |    | 2.9 | 16.5 |
| 3  | Slater Martin | 31   | 53 |    | 37.3 | 4.0 | 12.1 | .330 |    |     |     | 3.5 | 4.5 | .782 |    |    | 4.6  | 4.3 |    |     |    | 3.1 | 11.5 |
| 4  | Jack Coleman  | 32   | 72 |    | 29.8 | 4.4 | 10.8 | .408 |    |     |     | 1.7 | 2.2 | .764 |    |    | 9.0  | 2.2 |    |     |    | 3.3 | 10.5 |
| 5  | Willie Naulls | 22   | 19 |    | 23.1 | 4.1 | 11.1 | .365 |    |     |     | 2.2 | 3.2 | .683 |    |    | 8.8  | 1.2 |    |     |    | 3.0 | 10.3 |
| 6  | Chuck Share   | 29   | 72 |    | 23.2 | 3.3 | 7.4  | .439 |    |     |     | 3.7 | 5.5 | .684 |    |    | 8.9  | 1.1 |    |     |    | 3.7 | 10.3 |
| 7  | Jack McMahon  | 28   | 72 |    | 32.6 | 3.3 | 10.1 | .330 |    |     |     | 2.0 | 3.1 | .631 |    |    | 3.1  | 5.1 |    |     |    | 3.0 | 8.6  |
| 8  | Cliff Hagan   | 25   | 67 |    | 14.5 | 2.0 | 5.5  | .361 |    |     |     | 1.5 | 2.2 | .690 |    |    | 3.7  | 1.3 |    |     |    | 2.5 | 5.5  |
| 9  | Med Park      | 23   | 66 |    | 17.1 | 1.8 | 4.9  | .364 |    |     |     | 1.6 | 2.2 | .740 |    |    | 3.0  | 1.4 |    |     |    | 2.1 | 5.2  |
| 10 | Irv Bemoras   | 26   | 62 |    | 15.9 | 2.0 | 6.2  | .322 |    |     |     | 1.1 | 1.7 | .680 |    |    | 2.0  | 0.7 |    |     |    | 1.2 | 5.1  |
| 11 | Norm Stewart  | 22   | 5  |    | 7.4  | 0.8 | 3.0  | .267 |    |     |     | 0.4 | 1.2 | .333 |    |    | 1.0  | 0.4 |    |     |    | 1.8 | 2.0  |
| 12 | John Barber   | 29   | 5  |    | 3.8  | 0.4 | 1.6  | .250 |    |     |     | 0.6 | 1.2 | .500 |    |    | 1.2  | 0.0 |    |     |    | 0.8 | 1.4  |
| 13 | Alex Hannum   | 33   |    |    |      |     |      |      |    |     |     |     |     |      |    |    |      |     |    |     |    |     |      |
| 14 | Bob Harrison  | 29   |    |    |      |     |      |      |    |     |     |     |     |      |    |    |      |     |    |     |    |     |      |
| 15 | Odie Spears   | 31   |    |    |      |     |      |      |    |     |     |     |     |      |    |    |      |     |    |     |    |     |      |

## Galardones y récords
| Jugador       | Galardón                    |
| Bob Pettit    | Mejor quinteto de la NBA    |
| Slater Martin | 2º Mejor quinteto de la NBA |